# Peder Reedtz (staldmester)
 Der er flere personer med dette navn, se Peder Reedtz (flertydig).
Peder Reedtz (født 1531 i Schulzendorf, Mark Brandenburg, død 21. september 1607 på Tygestrup) var en dansk staldmester, far til Frederik Reedtz.
Han var født i Mark Brandenburg og søn af Michel Reedtz af en oprindelig pommersk adelsslægt. Tidlig forældreløs lærte han i sin ungdom krigerhåndværket i Tyskland, Frankrig og Lifland og kom i begyndelsen af Den Nordiske Syvårskrig til Danmark, hvor han især var knyttet til feltøversten Daniel Rantzau. Efter fredslutningen (1570) forlod han landet, men vendte dog snart tilbage, ledsagede 1572 prinsesse Sophie til Danmark og blev samme år hofjunker, 1573 staldmester hos Frederik II. Da han 1580 opgav denne hofstilling, forlenedes han både med Sorø Kloster og Antvorskov, af hvilke han beholdt hint i fire år, dette, hvormed en tid også Korsør Len var forenet, i ni år. 25. februar 1582 gjorde kongen hans bryllup med Karen Rostrup, datter af Jørgen Rostrup til Sjelleskovgård, og samme år viste kongen det nygifte par sin gunst ved at forlene det for begges levetid med Saltø i Sjælland. Peder Reedtz hørte til den lille kreds af indvandrede tyskere, der stod i høj yndest hos Frederik II, og et nyt bevis på dette forhold var, at kongen 1586 tilskødede ham Hørbygård (i Tudse Herred), egentlig ikke en gave, men en arveforlening, noget, som ellers ikke brugtes her i landet. Idet Peder Reedtz således på flere måder var blevet knyttet til Sjælland, arbejdede han på at udvide sit godsområde der og benyttede hertil sin hustrus jyske besiddelser. Ved mageskifte med Kronen fik han således 1587 landsbyen Tygestrup (i Merløse Herred), som han nedlagde, og hvor han opførte en herregård (siden 1669 kaldet Kongsdal). Som han havde vist sit hengivne sindelag over for sin kongelige velynder ved at opkalde sin søn efter ham, således lod han nu en indskrift på sin nye gård højlydt forkynde hans taknemmelighed mod kongen, med hvis død hans begunstigede stilling ophørte. Peder Reedtz, der roses for sin gudsfrygt og godgørenhed, døde 21. september 1607 på Tygestrup; hans enke levede til 1636. Fra dem nedstammer den endnu levende familie Reedtz (Reedtz-Thott) her i landet.